# Cadillac Cage Commando
O Cadillac Cage Commando, frequentemente denotado como o M706 no serviço militar dos Estados Unidos, é um veículo blindado estadunidense projetado para ser um veículo anfíbio. Foi projetado pela Cadillac Gage especificamente para o Corpo de Polícia Militar dos Estados Unidos durante a Guerra do Vietnã como um veículo de escolta de comboio armado. O Commando foi um dos tradicionalmente veículos multimissão como um VBTP (Veículo blindado de transporte de pessoal) e como um VB (Veículo blindado convencional), muito similar ao veículo soviético BTR-40. Sua altura notável, capacidade anfíbia e motor à prova d'água permitiram que as tripulações americanas lutassem com eficácia nas selvas do Vietnã, observando seus oponentes sobre a vegetação densa e atravessando os rios profundos do país.
O Comando acabou sendo produzido em três versões distintas: V-100, V-150 e V-200, todas modificadas para diversas funções no campo de batalha. Uma cópia não licenciada da série Commando, a Bravia Chaimite, também foi fabricada em Portugal. Após a retirada militar americana do Vietnã, a série Commando foi gradualmente retirada do serviço ativo nos EUA. Foi substituído no Corpo de Polícia Militar pelo veículo blindado de segurança derivado M1117 Guardian durante a década de 1990.

## Uso operacional
O Commando foi utilizado nos conflitos a seguir:
- Guerra do Vietnã
- Guerra Civil do Camboja
- Guerra Civil Libanesa
- Guerra Civil da Guatemala
- Guerra Civil do Laos
- Insurgência comunista em Sarauaque
- Insurgência comunista na Malásia (1968–1989)
- Ocupação indonésia de Timor-Leste
- Conflito entre Chade e Líbia
- Segunda Guerra Civil Sudanesa
- Rebelião Somali (1986–1992)
- Tentativa de golpe de Estado nas Filipinas em 1989
- Guerra do Golfo
- Insurgência em Achém
- Conflito no sul da Tailândia
- Crise da cidade de Zamboanga
- Batalha de Marawi

## Variantes
- V-100
- V-150
- HMV-150
- V-200
- LAV-300
- LAV-600

## Operadores

### Operadores militares

#### V-100
- Bolívia
- Camboja
- Guatemala
- Laos
- Líbano
- Malásia
- Omã
- Peru
- Singapura
- Sudão
- Venezuela
- Vietname
- Vietnã do Sul

#### V-150
- Arábia Saudita
- Botswana
- Camarões
- Chade
- Egito
- Etiópia
- Filipinas
- Gabão
- Haiti
- Indonésia
- Jamaica
- Kuwait
- Malásia
- México
- Portugal
- República da China
- República Dominicana
- Singapura
- Somália
- Sudão
- Exército Nacional Sírio
- Tailândia
- Tunísia
- Venezuela

#### V-200
- Singapura

### Operadores militares antigos
- Estados Unidos

### Operadores civis

#### V-150
- Turquia
- Estados Unidos
  -  Flórida – Florida Highway Patrol
  -  Louisiana – Louisiana State Police
  -  Louisiana – Opelousas Police Department
  -  Oregon – Condado de Marion (Oregon) Sheriff's Office
  -  Oregon – Condado de Linn (Oregon) Sheriff's Office
  -  Los Angeles – Los Angeles Police Department
  -  Connecticut – Stamford (Connecticut) Police Department
  -  Indiana – Fort Wayne Police Department
  -  Rhode Island – Cranston (Rhode Island) Police Department
  -  Washington – Condado de Walla Walla Sheriff's Department

## Veículos similares
- M1117 Guardian
- Bravia Chaimite
- Dragoon 300
- Berliet VXB-170
- BOV (VBCI)
- BRDM-2
- BDX/Timoney
- D-442 FUG/PSZH_APC